# Pietra-di-Verde
Pietra-di-Verde är en kommun i departementet Haute-Corse på ön Korsika i Frankrike. Kommunen ligger i kantonen Moïta-Verde som tillhör arrondissementet Corte. År 2022 hade Pietra-di-Verde 101 invånare.

## Befolkningsutveckling
Antalet invånare i kommunen Pietra-di-Verde
Referens:INSEE